# Пацієнт Ікс (Цілком таємно)
Пацієнт Ікс (Patient X) — 13-й епізод п'ятого сезону серіалу «Цілком таємно». Епізод належить до «міфології серіалу». Прем'єра в мережі «Фокс» відбулася 1 березня 1998 року.
Серія за шкалою Нільсена отримала рейтинг домогосподарств рівний 12.6, який означає, що в день виходу її подивилися 20.21 мільйона чоловік.

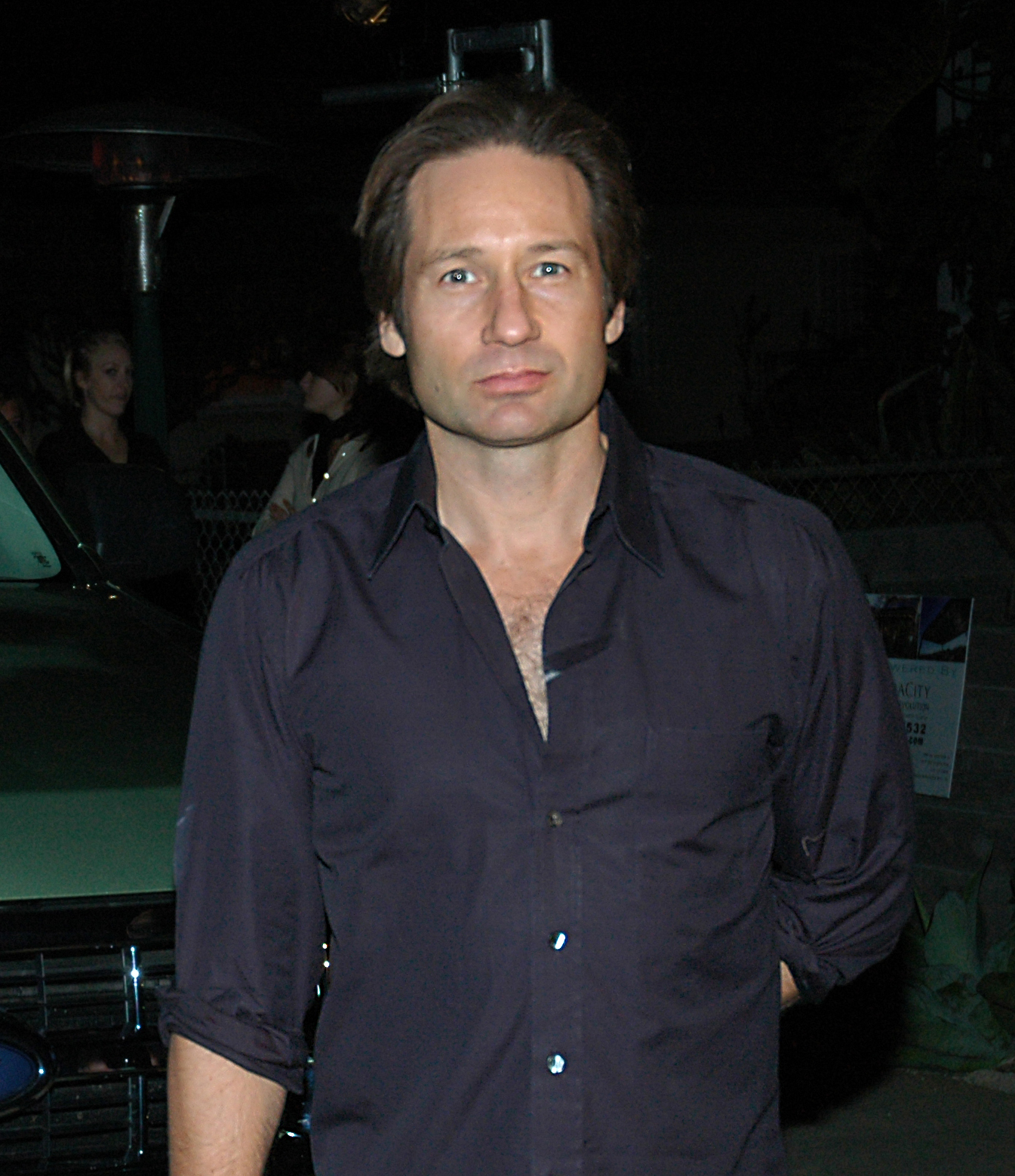

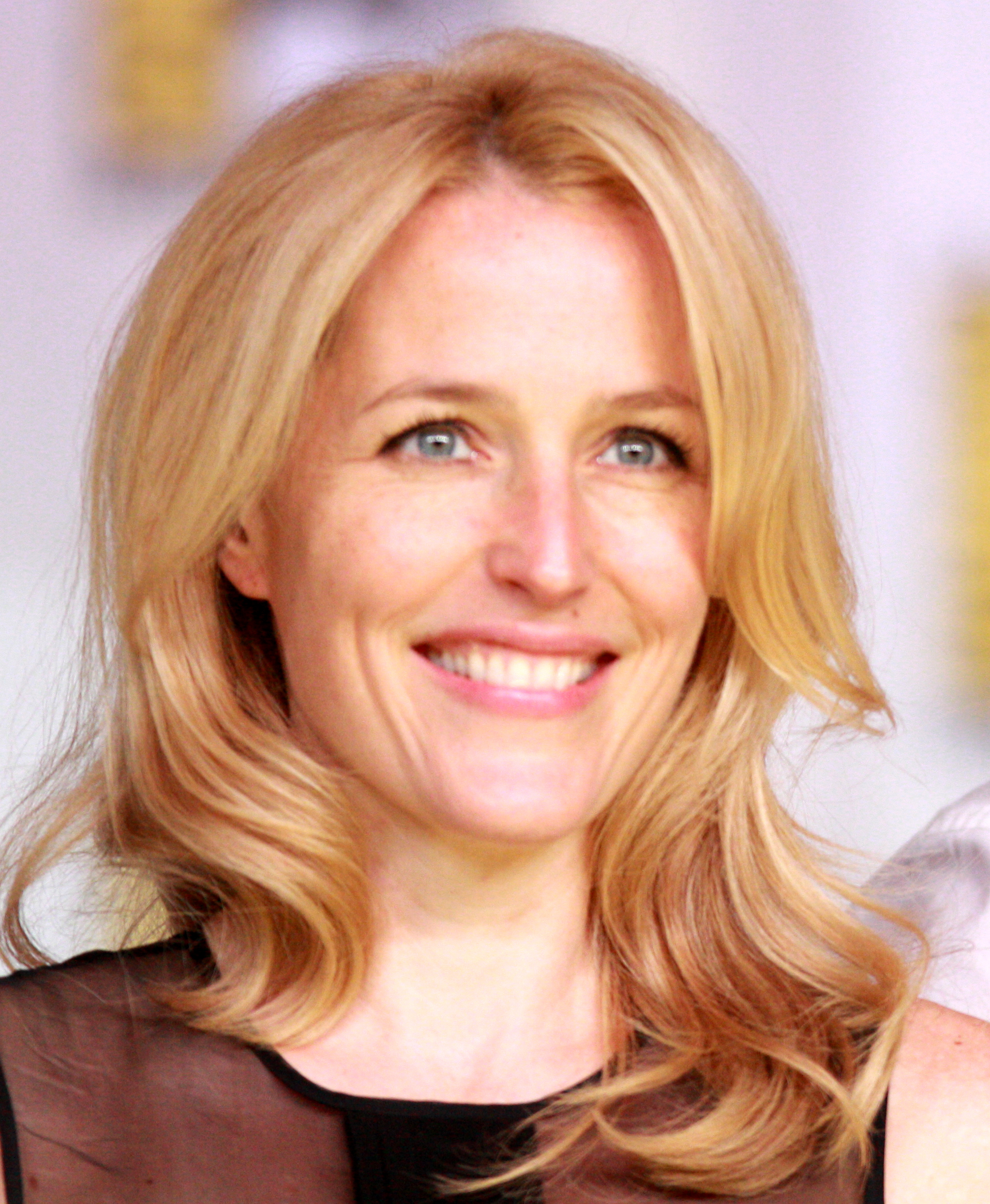

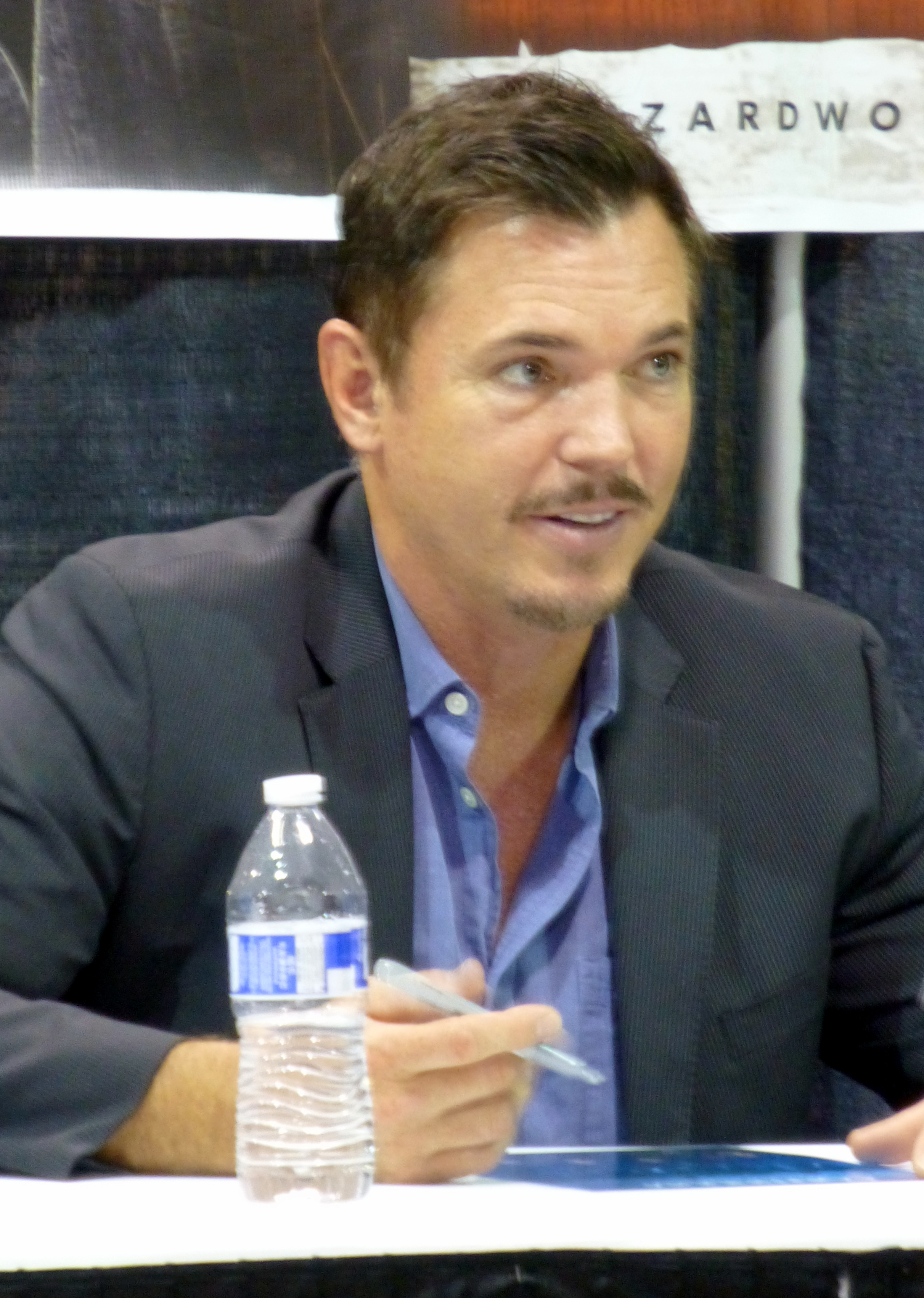

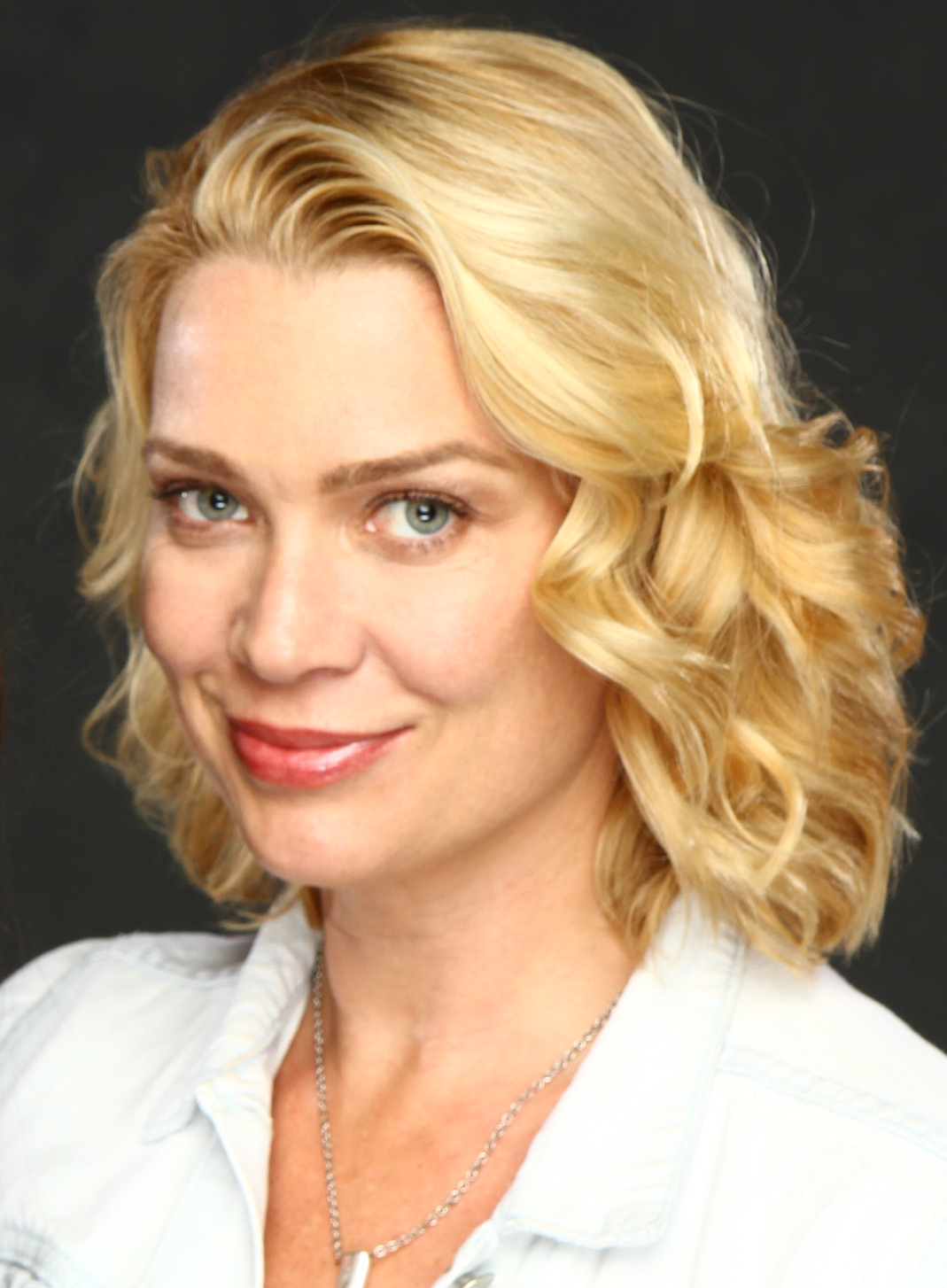

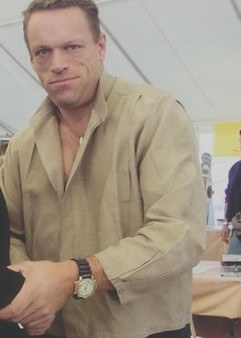

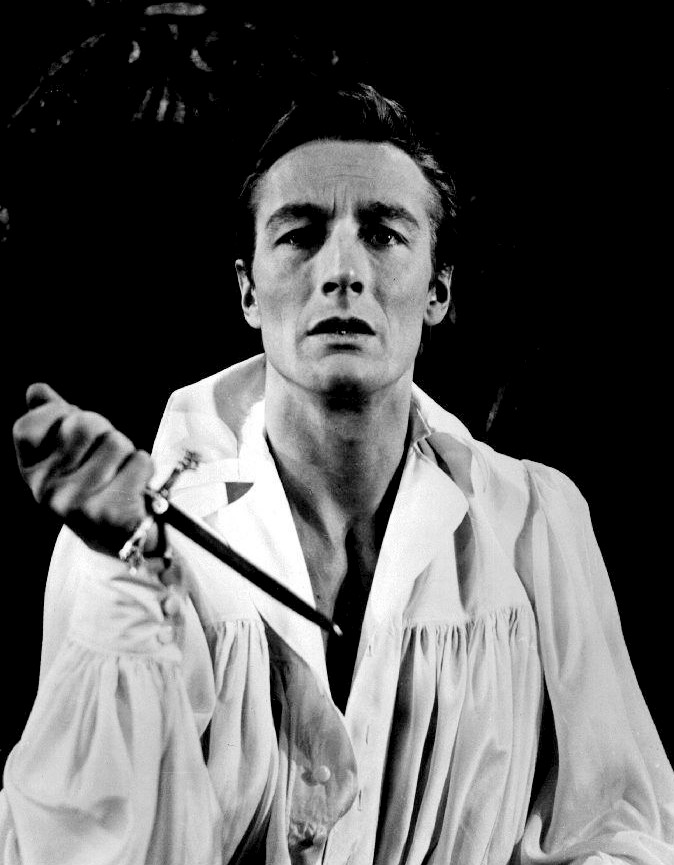

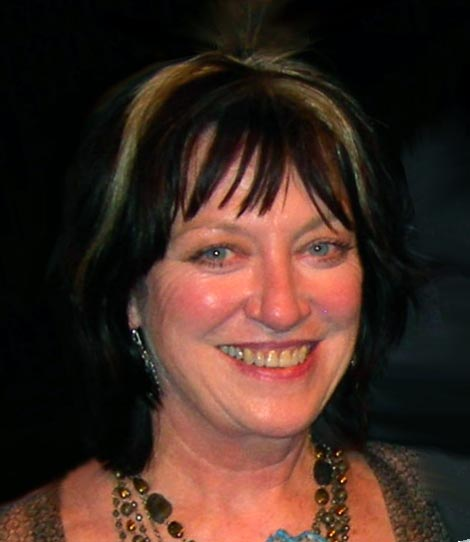

У цьому епізоді зображається, як раса інопланетян-заколотників таємно атакує кілька груп колишніх викрадених інопланетянами. Агенти зустрічають Кассандру Спендер — жінку, яка заявляє, що є багаторазово викраденою і хоче надати позитивне повідомлення про прибульців. Агент Малдер зараз скептично ставиться до повідомлень про позаземну активність. Він стурбований, коли агент Скаллі утворює з жінкою особливий зв'язок.

## Зміст
Істина поза межами досяжного
У Казахстані в сутінках двоє молодих хлопців бачать, як з неба падає невідомий предмет. Через секунди вони стають свідками того, як горять автомобілі — а в них і їх родина, один чоловік живим факелом вибирається із автівки. Одного з хлопців убив колоніст, у якого ніби заліплені очі та рот.
Наступного дня Маріта Коваррубіас веде розслідування миротворців ООН в цьому районі. Вона наштовхується на Алекса Крайчека, який спіймав Дмитра, іншого хлопця. Крайчек каже Маріті, щоб вона сказала начальству, що все котиться в пекло. Крайчек відмовляється повідомити Маріті якісь дані.
Тим часом Фокс Малдер відвідує лекцію в Массачусетському інституті на форумі запрошених лекторів, де викладаються свідчення Кассандри Спендер (яку умовно звуть пацієнткою Ікс), викраденої інопланетянами. Малдер сперечається з іншими учасниками лекції щодо існування чужорідного життя, стверджуючи, що це брехня, створена для прикриття програми медичних експериментів на цивільних, якими керує військово-промисловий комплекс. Коли лекція закінчується, Малдера зустрічає доктор Гайц Вебер, який здивований, побачивши, що Малдер втратив віру в чужоземне життя з останньої їх зустрічі. Вебер каже Малдеру, що він лікар Кассандри, і просить його відвідати її.
Тим часом Крайчек, який побив Дмитра за те, що він йому розповів, що бачив, наказує підлеглим в таборі заразити його чорною оливою. Він підплачує одного з охоронців — щоб він «нічого не бачив». Тюремний лікар приступає до «експерименту».
Повернувшись до США, Вебер знайомить Малдера з Касандрою, прикутою до інвалідного візка, вона вважає Фокса героєм. Вона стверджує, що прибульці перебувають у стані війни і потрясіння, і що вони її знову викрадуть. Малдер каже Кассандрі, що він нічого не може зробити для неї і полишає кімнату.
У Росії Крайчек, діючи проти наказів начальства, викрадає зараженого Дмитра і втікає до США через Владивосток, зашиваючи закриті хлопцеві очі, ніс і рот, щоб чорна олива не покинула його тіло. У штабі ФБР Дана Скаллі зустрічається з агентом Джефрі Спендером, сином Кассандри, який побоюється зашкодження своїй репутації, якщо його колеги дізнаються про матір. Він каже Скаллі тримати Малдера подалі від неї.
Маріта доповідає Синдикату, який очікував колонізації набагато пізніше — через 15 років. Крайчек пропонує Дмитрія Синдикату в обмін на всі їх дослідження щодо вакцини. Тим часом Скаллі розмовляє з Малдером про свою зустріч із Кассандрою. Вона розуміє, що має багато спільного з Кассандрою, включаючи викрадення на горі Скайленд (Шенандоа та встановлення імплантату в основу шиї. Скаллі відвідує Кассандру, яка одразу розуміє, що вона є викраденою. Скаллі каже їй не знімати імплантат. Кассандра запевняє Скаллі, що вона ніколи цього не зробить, оскільки сподівається, що її знову викрадуть.
Група викрадених зустрічається на горі Скайленд і спалюється заживо безликими інопланетними створіннями. Скаллі та Малдер відвідують місцн події, і Фокс продовжує бути дуже скептичним щодо будь-якої участі інопланетян. Синдикат шокований різаниною і хоче спинити безлад до втручання колоністів. Малдер і Скаллі знову відвідують Кассандру, яка знала багатьох загиблих людей. Вони стикаються зі Спендером, який засмучений їхнім візитом до матері. Після виходу агентів до кімнати агентів входить підозрілий чоловік. Крайчека зустрічає Маріта і вони полишають Дмитра задля амурних стосунків. Коли Крайччек повертається до камери на кораблі, де утримують Дмитра, він його не виявляє, а замість нього — Добре доглянутого чоловіка із пістолетом в руці.
Малдер виявляє, що жертвам нападу були введені імплантати в шиї, і всі вони стверджували, що їх викрали. Він вважає, що їх туди вели військові, а не прибульці. До Малдера дзвонить Маріта, яка викрала Дмитра. Дмитро витягує шви з очей, в результаті чого Маріта заразилася чорною оливою.
Малдер дзвонить Кассандрі, шукає Скаллі, але Джеффрі відповідає і повідомляє, що Кассандра відбула. У цей момент Кассандра перебуває з групою викрадених, включаючи Скаллі, на греблі Раскіна, їх привіз туди Тихий Віллі із Синдикату. Викрадені бачать, що НЛО з'являється на небі. Раптом люди починають кричати — прибувають двоє безликих прибульців і люди на мосту самозагоряються.

## Створення
У епізоді Кріс Оуенс вперше з'явився в ролі Джефрі Спендера. Раніше Оуенс з'являвся в попередніх серіях — у «Мріях Курця» він зіграв молодого Курця. Згодом Оуенс повторив цю роль в епізоді «Демони». Під час п'ятого сезону Оуенс відзнявся у ролі Великого мутато в «Прометеї постмодернізму». Після цього виступу Оуенс безуспішно намагався влаштуватися на роботу офіціантом у Ванкувері. Одного разу він здибав творця серіалу Кріса Картера у барі, який жартівливо сказав йому: «Я не знав, що тут служать хлопці з двома обличчями» (його роль як Великого мутато). Картер висвітлив Оуенсу, що Девід Духовни уважно ознайомився з акторськими здібностями Кріса і попросив повернути до серіалу в якійсь ролі. Прислухаючись до думок Духовни, Картер створив роль Джефрі Спендера — саме для нього.
«Пацієнт Ікс» також вперше представив персонаж Кассандри Спендер, яку зіграла Вероніка Картрайт. Рік Мілілікан, режисер кастингу серіалу, був дуже задоволений виступом Вероніки, зазначивши: «У неї є голос, який додає трохи моторошності та трохи таємниці, що, на мою думку, дуже добре зіграло. Вона була просто ідеальною особою Цілком таємно».
Оскільки сценарій передбачав появу низки російськомовних персонажів, працівник кастингової групи найняли кількох російських емігрантів, що проживали у районі Ванкувера (Британська Колумбія). Алекс Шостак-молодший, український імігрант-підліток, був обраний для виконання ролі Дмитра. Він працював по 12–14 годин на день, значну частину часу витрачалося для нанесення гриму, що надавав вигляд, ніби його очі та рот зашиті. Під час зйомок він був «буквально» сліпим та скеровувався членами знімального колективу протягом зйомок сцен з його участю. Коли мова зайшла про діалог, Шостак надав російський переклад для його тексту.
Ніколас Леа і Лорі Голден повинні були вивчити російську мову для зйомок в епізоді. Вони старанно працювали разом, щоб удосконалити свою вимову, Голден пояснювала згодом: «Ми придумали цікаві способи перевірити себе, аби дізнатися що ми насправді покращуємося. Мій вчитель російської мови змусив мене зателефонувати своєму російському знайомому на мобільний телефон, аби дізнатися, чи може він мене зрозуміти. Я пройшла тест». Леа та Голден сильно нервували, коли їм доводилося говорити російською в епізоді — згадував Меннерс. "Вони обидва наполегливо працювали, щоби реально озвучити діалоги в «Пацієнті Ікс».
За словами Кіма Меннерса, зйомка сцени в палаючому таборі була складнореалізовуваною, оскільки знімальний колектив мав дотримуватися ряду обмежувальних заходів безпеки. Щоб розпалити пожежу в епізоді, екіпаж використовував газ пропан. Зйомки вимагали, щоб кадри були відзняті максимально близько до вогню, для цього також використовувалися вогнестійкі камери. За словами Маннерса, було використано камеру на крані, загорнену в азбест і її протягли через вогонь. Для сцени, в якій інопланетяни-заколотники спалюють людей, знімальний колектив використовував вельми небезпечний трюк, так званий «повний опік», в якому людину підпалюють — коли вона перебуває у спеціальному костюмі. Загалом каскадер, який виступав в моменті, перебував у вогні близько 30 секунд. Відповідальний за спецефекти Тоні Ліндала керував створенням безликих чужих заколотників, «каліцтвом» Дмитра та спаленими жертвами повстанців. Також було спроектовано такелаж, який використовувався для «зараження» Дмитра чорною олією.
Декорації для ГУЛАГу було споруджено на студії «North Shore» — під керівництвом художника-постановника Грема Мюррея. Корабельні сцени були зняті на складі у Ванкувері. Під час зйомок зустрічі «Синдикату» Меннерс хотів, щоб Маріта Коваррубіас виглядала якомога сильніше, оскільки це була перша поява жінки в залі засідань «Синдикату». Через те, що в цих сценах відбувається мало руху, режисер намагався зробити речі візуально цікавішими, змішуючи широкі кадри з специфічними кутами зйомок камери.

## Сприйняття
Перший показ «Пацієнта Ікс» відбувся в США у мережі «Фокс» 1 березня 1998 року. Епізод отримав рейтинг Нільсена 12,6 з часткою 19, що означає — його переглянули 20,21 мільйона глядачів. Вероніка Картрайт була номінована на премію «Еммі» в категорії «Видатна гостьова актриса в драматичному серіалі» — за її виступ у цьому епізоді та його продовженні «Червоне і чорне».
Оглядачі щодо цього епізоду були значною мірою позитивно налаштовані. «Television Without Pity» оцінило серію як восьмий найпопулярніший епізод серіалу, що викликає кошмар.. Рецензентка «The A.V. Club» Емілі Вандерверфф надала серії оцінку B +. Однак вона зазначила, що «проблема з порушенням статус-кво у телесеріалі полягає в тому, що ваша аудиторія завжди буде знати в підсвідомості, що статус-кво насправді не порушений». Вона мотивувала це тим, що аудиторія ніколи не вірила повністю, що «Малдер може втратити віру в всепоглинаючу змову інопланетян» або прийняти думку про те, що «Скаллі могла б себе дурити вірою в інопланетян». Однак, незважаючи на ці невдалі як на її думку ходи, вона зазначила, що «„Пацієнт Ікс“ — це той епізод, коли міфологія серіалу знову рухається, після того, як переслідує власний хвіст протягом більшої частини четвертого сезону і досягає свого роду кульмінацію у вступних епізодах п'ятого сезону».
Роберт Шірман та Ларс Пірсон у книзі «Хочемо вірити: Критичний посібник з Цілком таємно, Мілленіуму та Самотніх стрільців» оцінили епізод 4 зірками з п'яти. Вони описали тон «Пацієнта Ікс» як «дійсно нутряний», посилаючись на безликих чоловіків, що спалюють людей, а також на каліцтво Дмитра, який був «у неправильному місці в неправильний час». Крім того, вони похвалили цей епізод за «зміщення напряму» і дозвіл Малдеру та Скаллі змінити ролі віруючої та скептичної думки. Пола Вітаріс з «Cinefantastique» надала епізоду помірно позитивний відгук і відзначила у 2.5 зірки з чотирьох. Вона високо оцінила передумови та сценарій епізоду. На її думку «Пацієнт Ікс» — це рідкісний епізод у тому сенсі, що він фактично просуває міфологію серіалу, із новиною про вакцину проти чорної олії. Однак вона критично ставилася до того, що епізод покладається на шокову цінність, зазначивши, що «камера, схоже, викликає переворот від смерті, болю та каліцтва, що викликає неприємні наслідки притуплення глядача до жаху».

## Знімалися
| Актор             | Роль                   |
| ----------------- | ---------------------- |
| Девід Духовни     | Фокс Малдер            |
| Джилліан Андерсон | Дейна Скаллі           |
| Ніколас Ліа       | Алекс Крайчек          |
| Лорі Голден       | Маріта Коваррубіас     |
| Дон С. Вільямс    | Перший старійшина      |
| Браян Томпсон     | Мисливець за головами  |
| Джон Невілл       | Добре доглянута людина |
| Кріс Оуенс        | Джеффрі Спендер        |
| Вероніка Картрайт | Кассандра Спендер      |
| Рон Галдер        | доктор Флойд Фаціо     |
| Бруно Вердоні     | офіцер ООН             |